# Glossosoma pyroxum
Glossosoma pyroxum är en nattsländeart som beskrevs av Ross 1941. Glossosoma pyroxum ingår i släktet Glossosoma och familjen stenhusnattsländor. Inga underarter finns listade i Catalogue of Life.